# Лонгтон (Канзас)
Лонгтон (англ. Longton) — місто (англ. city) в США, в окрузі Елк штату Канзас. Населення — 288 осіб (2020).

## Географія
Лонгтон розташований за координатами 37°22′40″ пн. ш. 96°4′58″ зх. д. / 37.37778° пн. ш. 96.08278° зх. д. (37.377832, -96.082901).  За даними Бюро перепису населення США в 2010 році місто мало площу 3,01 км², з яких 2,99 км² — суходіл та 0,02 км² — водойми.

## Демографія
Згідно з переписом 2010 року, у місті мешкало 348 осіб у 147 домогосподарствах у складі 97 родин. Густота населення становила 116 осіб/км².  Було 189 помешкань (63/км²).
Расовий склад населення:
| - 94,3 % — білих - 1,4 % — корінних американців - 1,4 % — осіб інших рас |

До двох чи більше рас належало 2,9 %. Частка іспаномовних становила 4,0 % від усіх жителів.
За віковим діапазоном населення розподілялося таким чином: 29,6 % — особи молодші 18 років, 53,2 % — особи у віці 18—64 років, 17,2 % — особи у віці 65 років та старші. Медіана віку мешканця становила 38,3 року. На 100 осіб жіночої статі у місті припадало 101,2 чоловіків;  на 100 жінок у віці від 18 років та старших — 97,6 чоловіків також старших 18 років.
Середній дохід на одне домашнє господарство  становив 37 037 доларів США (медіана — 31 447), а середній дохід на одну сім'ю — 42 147 доларів (медіана — 32 614). Медіана доходів становила 36 250 доларів для чоловіків та 23 750 доларів для жінок. За межею бідності перебувало 27,6 % осіб, у тому числі 34,2 % дітей у віці до 18 років та 32,8 % осіб у віці 65 років та старших.
Цивільне працевлаштоване населення становило 160 осіб. Основні галузі зайнятості: освіта, охорона здоров'я та соціальна допомога — 38,1 %, будівництво — 19,4 %, роздрібна торгівля — 8,8 %, сільське господарство, лісництво, риболовля — 6,9 %.